# Chromothericles emaliensis
Chromothericles emaliensis är en insektsart som beskrevs av Marius Descamps 1977. Chromothericles emaliensis ingår i släktet Chromothericles och familjen Thericleidae. Inga underarter finns listade i Catalogue of Life.